# Pisidium nitidum
Pisidium nitidum е вид мида от семейство Sphaeriidae.